# Wycliffovi překladatelé Bible
Wycliffovi překladatelé Bible (Wycliffe Bible Translators nebo také Wycliffe Global Alliance) je nezisková organizace zaměřená na překlad a šíření Bible. Jejím cílem je přeložit Bibli do každého jazyka, který ji doposud nemá. Byla založena roku 1942 misionářem v Latinské Americe Williamem Cameronem Townsendem, který překládal Bibli do indiánských jazyků. Je pojmenována podle Johna Wycliffa, pod jehož vedením byla ve 14. století přeložena Vulgata do angličtiny. Aliance je tvořena více než stovkou samostatných organizací v šedesáti zemích světa, její ústředí sídlí v Singapuru. Hlásí se k protestantství a zásadě sola scriptura. Alespoň část Bible byla k listopadu 2014 přeložena do 2883 jazyků z 6918 existujících. Roku 1999 přijali Wycliffovi překladatelé Bible Vizi 2025, podle níž by chtěli do roku 2025 zahájit překlad Bible do jazyků všech jazykových skupin, které překlad dosud nemají a potřebují ho.

## Wycliffovi překladatelé Bible v Česku
Česká organizace Wycliffových překladatelů Bible byla ustavena roku 2000 jako občanské sdružení. Její pracovníci působili například v Nigérii či v Indonésii. Funkci ředitele zastávali Vilém Spratek (do roku 2004) a Daniel Kaczmarczyk (od roku 2004).

### Vilém Spratek
Vilém Spratek (* 9. ledna 1942) je český protestantský laický činovník. Během komunistické diktatury byl zapojen do procesu pašování biblí a křesťanské literatury do Sovětského svazu. Od roku 1997 pracoval pro misijní organizaci Wycliffovi překladatelé Bible a od roku 2000 do roku 2004 stál v čele její české organizace jako její první předseda (ředitel). Je též překladatelem z angličtiny.